# Marga Vermue-Vermue
M.M.D. (Marga) Vermue-Vermue (8 januari 1962) is een Nederlands jurist, bestuurder en CDA-politicus. Sinds 6 oktober 2017 is zij burgemeester van Sluis.

## Biografie
Vermue is afgestudeerd in de rechten en aan de Rijksuniversiteit Leiden en heeft vanaf 1986 gewerkt als jurist bij de gemeenten Wouw en Veere, als rijksconsulent bij het ministerie van Economische Zaken en als senior jurist bij Accon avm adviseurs en accountants.
Vermue was vanaf 1990 gemeenteraadslid in Borsele. Bij de gemeenteraadsverkiezingen in 1994 was Vermue-Vermue daar voor het eerst CDA-lijsttrekker en in 2002 werd ze er wethouder en 1e locoburgemeester. Zij was in de loop der jaren onder meer portefeuillehouder van Financiën, Ruimtelijke Ordening, Verkeer en Vervoer, Welzijn, Onderwijs en Sport.
Vermue stond bij de Tweede Kamerverkiezingen van 2010 op de 47e plaats van de CDA-kandidatenlijst en behaalde 161 stemmen, wat niet voldoende was om gekozen te worden. Vanaf 1 april 2012 was zij burgemeester van Cranendonck. Sinds 6 oktober 2017 is zij burgemeester van Sluis.
Vermue had samen met haar man, die eveneens Vermue heet, een akkerbouwbedrijf met kampeermogelijkheden. Ze heeft twee zoons en een dochter. Het bedrijf wordt gerund door haar oudste zoon.